# Reksteren
Reksteren är en ö i Tysnes kommun i Vestland fylke i västra Norge. Arean är 37,2 km² och högsta punkt är Dalstuva på 336 meter över havet. Ön har cirka 160 invånare (2023), inklusive den mindre ön Vernøya i nordöst.
Det finns en broförbindelse till Tysnesøya över Bårdsund på södra delen av ön. I Flygansvær på Reksteren ligger det en fästning från andra världskriget. På norra sidan av Reksteren ligger Bjørnafjorden medan Langenuen ligger i väst. Mellan Reksteren och Tysnesøya ligger Søreidsvika.